# Botesbánya
Botesbánya (románul Boteşti) falu Romániában, Erdélyben, Fehér megyében. Közigazgatásilag Zalatna városhoz tartozik.
Áthalad rajta a Zalatnát Abrudbányával összekötő DN74-es főút.
Az 1956-os népszámláláskor jegyezték először önálló településként, előtte Nagyompoly része volt. 1956-ban 195, 1966-ban 215, 1977-ben 173, 1992-ben 113, 2002-ben 106 lakosa volt, valamennyien románok.
A faluban található kastély Ion Gigurtu üzletember, miniszterelnök nyárilaka volt. A második világháború után a kastélyt államosították, és diák- illetve katonai táborként hasznosították. 1985-ben itt forgatták Sergiu Nicolaescu Noi, cei din linia întâi című filmjének egyes jeleneteit; ennek során a kastély súlyosan megrongálódott, mert egy csatajelenet filmezéséhez felgyújtották.